# Пешченица - Житњак
Пешченица - Житњак је градска четврт у управном уређењу града Загреба.
Градска четврт је основана Статутом Града Загреба 14. децембра 1999. године, а у претходном уређењу су постојале општине Пешченица и Житњак.
По подацима из 2001. године површина четврти је 35,26 km², а број становника 58.283.
Четврт обухватаа југоисточни део града, у склопу њега је и насеље Ивања Река.
Северни део (Пешченица) је омеђен Хеинзеловом улицом, на север до Звонимирове улице. Јужни део је источно од Држићеве авеније, а северно од реке Саве.
Четврт обухватаа урбану зону која се наставља на источни део Доњег града, као и насеља Воловчица, Ференчица и Фолнеговићево насеље; уз њих се налазе и полурбана насеља као што су Козари Бок, Козари Путеви и Вукомерец...
У четврти је и загребачка џамија, као бројни индустријски погони.